# Loreta (Podhradí)
Barokní kaple Loreta z roku 1694 stojí na zalesněném stejnojmenném čedičovém suku (415 m), který je součástí Velišského hřbetu. Jedná se sice o území katastru Hlásná Lhota, nejblíže k ní je však ze Křeliny. Je chráněna jako kulturní památka České republiky. Podle novodobých výzkumů věnovaných Mariánské zahradě jde o průsečík krajinných os a zřejmě centrální bod schlikovské barokní kompozice.

## Historie
Loretánskou kapli založil František Josef hrabě Šlik. Autor stavebních plánů Jan Baptista Mathey potlačil vnější zdobnost kaple, ale umístil ji na zalesněný vrch, z něhož je možnost přehlédnout panorama celých severovýchodních Čech. Proto její střechu opatřil vyhlídkovou terasou, z níž lze navíc přehlédnout i dvě části schlikovského panství na Jičínsku, které Velišský hřbet odděluje.
Loreta je tak považována i za jakousi sponu schlikovské krajiny, neboť v minulosti od ní vedly do okolí čtyři lesní průseky ve tvaru kříže a směřovaly k dalším bodům této kompozice: ke kapli sv. Anny u Dolního Lochova, ke kapli sv. Anděla Strážného nad Hlásnou Lhotou, k schlikovskému zámku ve Vokšicích a na opačné, jižní, straně hřbetu k Holému vrchu pod Křelinou a dále na jihovýchod ke kosteleckému kostelu Nanebevzetí Panny Marie a zámku rodu Schliků v Jičíněvsi.
Na Loretu chodívala procesí ze širokého okolí. V současné době se tu od května do října vždy první sobotu v měsíci slouží mše svatá a svazek obcí Mariánská zahrada pořádá každoročně procesí.